# Sporonchulus ibitiensis
Sporonchulus ibitiensis is een rondwormensoort uit de familie van de Mononchidae. De wetenschappelijke naam van de soort is voor het eerst geldig gepubliceerd in 1951 door Carvalho.